# Johann Veit

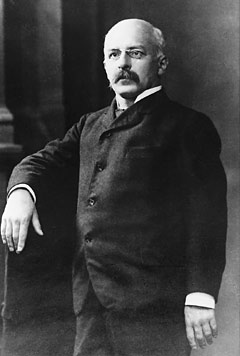
Johann Veit

Johann Friedrich Otto Siegfried Veit, genannt Johann auch Johannes (* 17. Juni 1852 in Berlin; † 2. Juni 1917 bei Schierke) war ein deutscher Gynäkologe und Geburtshelfer. Er hatte Professuren an den Universitäten Berlin, Leiden, Erlangen und Halle inne.

## Leben
Veits Vater war der aus der deutsch-jüdischen Bankiers-Familie Veit stammende Geh. Sanitätsrat Otto Siegfried Veit (1822–1883), ein in Berlin angesehener Chirurg und Geburtshelfer. Die Mutter Marie Friederike Pauline Malotki von Trzbiatowski stammte aus einer pommerschen Offizierfamilie.
Veit studierte Medizin an der Universität Leipzig. Noch während seiner Studienzeit nahm er als Angehöriger des Sanitätsdienstes 1870/71 am Deutsch-Französischen Krieg teil. 1874 promovierte er an der Berliner Friedrich-Wilhelms-Universität zum Dr. med. Danach war er bis 1879 Assistenzarzt an der Königlichen Frauenklinik in Berlin und habilitierte sich im Fach Gynäkologie und Geburtshilfe. Gleichzeitig führte er von 1882 bis 1896 eine gynäkologische Privatklinik, die ihren Standort in Berlin mehrmals wechselte. In ihr wurden jährlich bis zu 300 Frauen stationär behandelt. 1893 wurde Veit zum a. o. Professor ernannt. 1896 folgte er dem Ruf der Universität Leiden. Von dort unternahm er Studienreisen, unter anderem nach Frankfurt am Main zu Paul Ehrlich, um bei ihm serologisch-biologische Arbeitsmethoden zu erlernen. 1902 kam er dem Ruf an die Universität Erlangen und zwei Jahre später, im Jahr 1904, an die Universität Halle nach, wo er Dekan der Medizinischen Fakultät wurde und 1911/12 auch als Rektor fungierte.
Trotz eines Herzinfarktes im Jahr 1912 übernahm der längst aus der Landwehr entlassene Mediziner ab 1914 erneut militärische Aufgaben bei der Lazarettkommission in Halle. Bei einer Wanderung zum Brocken starb er an einem neuerlichen Herzinfarkt.

### Kinder
Johann Veits 1882 in Halle geborene Tochter Charlotte Emilie Anna Veit war an der Kunstgewerbeschule in Weimar Schülerin von Henry van de Velde. Sie heiratete 1922 in Halle (Saale) den deutsch-baltischen Agronomen Harald Woldemar Carlos von Rathlef, der in erster Ehe mit der Bildhauerin Harriet Ellen Siderovna von Rathlef-Keilmann verheiratet war.
Veits 1884 in Berlin geborener Sohn war der Anatom Otto Veit, der das Anatomische Institut der Universität Köln aufbaute und bis zu seiner Emeritierung im Jahre 1957 leitete. Da er nach den Nürnberger Rassegesetzen „Vierteljude“ war, wurde er am 27. September 1937 von den Nationalsozialisten als Hochschullehrer entlassen. Nach 1945 konnte er sich wieder dem Weiter- und Wiederaufbau seines Instituts widmen.

### Wirken
Veits besonderes Verdienst war die Verbindung der Immunologie mit der gynäkologischen Praxis und die Krebsbehandlung mit Radium. Er bildete für den Einsatz im Vorderen Orient auch Krankenschwestern und Hebammen aus.
Veit publizierte vor allem zu den Themenfeldern Anatomie der Vagina und des weiblichen Beckens, sowie zum Gebärmutterkarzinom und zur Eileiterschwangerschaft. Neben seinem Mitwirken am Handbuch der Gynäkologie von 1896 bis 1899 veröffentlichte er gemeinsam mit Robert Olshausen ein Lehrbuch der Geburtshilfe.
Zusammen mit dem deutschen Pathologen Carl Ruge gilt er als Erstbeschreiber des Zervixkarzinoms.

### Auszeichnungen
- Mitglied der Leopoldina (1907)
- Eisernes Kreuz 2. Klasse mit schwarz-weißem Band (1916)
- Roter Adlerorden 4. Klasse
- Preußischer Kronenorden 3. Klasse
- Ritterkreuz I. Klasse des Hausordens Albrechts des Bären

## Schriften (Auswahl)
- Johann Veit: Krankheiten der weiblichen Geschlechtsorgane. Puerperalkrankheiten. Enke, Erlangen 1867 (Aus: Handbuch der speciellen Pathologie und Therapie, Hrsg.: Rudolf Virchow. Zweite, vermehrte und verbesserte Auflage. Sechster Band, Zweite Abtheilung, Zweites Heft)
- Carl Ruge, Johann Veit: Zur Pathologie der Vaginalportion. Erosion und beginnender Krebs. Enke, Stuttgart, 1878 (Aus: Zeitschrift für Geburtshülfe und Gynäkologie), urn:nbn:de:hbz:6:1-38633
- Carl Ruge, Johann Veit: Der Krebs der Gebärmutter. Enke, Stuttgart 1881, urn:nbn:de:hbz:6:1-38646
- Karl Schroeder: Lehrbuch der Geburtshülfe mit Einschluß der Pathologie in der Schwangerschaft und des Wochenbettes. Neu bearbeitet von R. Olshausen und J. Veit, Cohen, Bonn 1891.
- Johann Veit (Hg.): Handbuch der Gynäkologie. Bearbeitet von Ernst Bumm und Georg Winter. Wiesbaden 1897.
- Johann Veit: Die Bedeutung der körperlichen und geistigen Gesundheit für die Ehe und die Nachkommenschaft. Flugschriften des Bundes zur Erhaltung und Mehrung der Deutschen Volkskraft. Knapp, Halle 1916.